# Untitled (sång)
Untitled är en låt av det amerikanska alternativa rockbandet The Smashing Pumpkins, skriven av bandets frontman Billy Corgan.
Singeln är utgiven från samlingsalbumet Rotten Apples (2001) och den sista singeln innan bandets splittring året innan.
Musikvideon till låten regisserades av Bart Lipton.

## Låtlista
1. Untitled – 3:54
2. Try (Alternate Version) – 4:20
3. Age of Innocence (Early Version) – 4:14

## Medverkande
- Billy Corgan – sång, gitarr, bas
- James Iha – gitarr
- Jimmy Chamberlin – trummor

## Övrigt
Varken D'arcy Wretzky eller hennes ersättare Melissa Auf der Maur var närvarande vid inspelningen, vilket innebar att Billy Corgan fick spela både gitarr och bas på låten.